# Gruppo Sportivo Fascista Rovigo 1934-1935
Questa pagina raccoglie le informazioni riguardanti il Gruppo Sportivo Fascista Rovigo nelle competizioni ufficiali della stagione 1934-1935.

## Stagione
Per mantenere la categoria acquisita, che dalla stagione successiva non si chiamerà più Prima Divisione bensì Serie C, nella stagione 1934-1935 è stato necessario ottenere un piazzamento tra il primo ed il sesto posto in classifica.
Il Rovigo con 29 punti ottiene il quinto posto.

## Rosa
| N. |                   | Ruolo | Calciatore           |
| -- | ----------------- | ----- | -------------------- |
|    | Italia (bandiera) | C     | Ennio Alberghini     |
|    | Italia (bandiera) | A     | Virgilio Andrioli    |
|    | Italia (bandiera) | A     | Alessandro Astolfi   |
|    | Italia (bandiera) | P     | Bruno Babini         |
|    | Italia (bandiera) | C     | Francesco Battaglini |
|    | Italia (bandiera) | C     | Besoli               |
|    | Italia (bandiera) | A     | Giulio Bombonati     |
|    | Italia (bandiera) | D     | Renato Bottacini     |
|    | Italia (bandiera) | A     | Luigi Bruni          |
|    | Italia (bandiera) | C     | Bruno Cavallaro      |
|    | Italia (bandiera) | A     | Raffaele Ceciliato   |
|    | Italia (bandiera) | P     | Agostino De Bonis    |
|    | Italia (bandiera) | D     | Antonio Gemo         |

| N. |                   | Ruolo | Calciatore           |
| -- | ----------------- | ----- | -------------------- |
|    | Italia (bandiera) | D     | Romildo Mercatelli   |
|    | Italia (bandiera) | A     | Luigi Miconi         |
|    | Italia (bandiera) | A     | Giordano Munerati    |
|    | Italia (bandiera) | A     | Alfonso Pizzi        |
|    | Italia (bandiera) | C     | Ivo Prandini         |
|    | Italia (bandiera) | C     | Gastone Ruzzante     |
|    | Italia (bandiera) | C     | Innocente Salvagnini |
|    | Italia (bandiera) | C     | Mario Scagnolari     |
|    | Italia (bandiera) | C     | Roberto Schiesari    |
|    | Italia (bandiera) | A     | Gino Stefanini       |
|    | Italia (bandiera) | A     | Aroldo Tassinari     |
|    | Italia (bandiera) | P     | Fulvio Turatto       |
|    | Italia (bandiera) | C     | Giovanni Zen         |